# Joe Williams (politico)
Joe Williams (Aitutaki, 4 ottobre 1934 – Auckland, 4 settembre 2020) è stato un politico e medico cookese.

## Biografia

### Origini e formazione
Williams nacque ad Aitutaki il 4 ottobre 1934. Nel 1947, dopo aver vinto una borsa di studio statale, andò in Nuova Zelanda per studiare al Northland College.

### Carriera politica
Avvicinatosi alla politica nel 1972, fu inizialmente membro del Partito Democratico; entrò poi nel Cook Islands Party, ma lo lasciò per fondare un nuovo partito, l'Unity Party. In seguito tornò in Nuova Zelanda, dove visse per diversi anni svolgendo esclusivamente la professione medica.
Nel 1993, di nuovo nelle Isole Cook, riprese la tessera del Cook Islands Party. L'anno successivo fu eletto nel collegio elettorale d'oltremare succedendo a Iaveta Arthur. Fece parte del governo di Geoffrey Henry come ministro della Salute. Sebbene fosse stato riconfermato alle elezioni del giugno 1999 ancora una volta per il Partito delle Isole Cook, strinse un'alleanza meno di un mese dopo con il Partito Democratico di Terepai Maoate (diventato poi Democratic Alliance Party-DAP) al fine di rovesciare Henry. Riuscì a essere eletto capo del governo il 29 luglio con 13 voti contro 12.
Williams rimase alla guida di questa fragile coalizione per meno di cinque mesi. Venne criticato per aver trascorso più tempo in Nuova Zelanda che nel suo paese. Terepai Maoate gli succedette come primo ministro. A seguito dell'abolizione del seggio all'estero, Williams non si candidò alle elezioni del settembre 2006. Nel 2002 fece domanda per diventare direttore generale dell'Organizzazione mondiale della sanità. La sua candidatura fu infine respinta: a pesare negativamente fu senza dubbio il suo coinvolgimento nella controversia relativa a Diatranz, una società neozelandese specializzata nella ricerca farmaceutica, che sosteneva di aver sviluppato un processo per il trattamento di persone diabetiche con carenza di insulina tramite cellule di maiale trapiantate. Diatranz, con il supporto di Williams, propose di testare il suo nuovo processo nelle Isole Cook, dove si registra uno dei più alti tassi al mondo di diabetici. La vicenda suscitò scalpore in Nuova Zelanda e sulla stampa internazionale; molti scienziati hanno sottolineato i rischi di trasmissione di virus suini all'uomo, motivo per cui questo tipo di trapianto è ancora oggi vietato nella maggior parte dei paesi del mondo.

### Morte
Ricoverato ad Auckland il 13 agosto 2020, dopo essere risultato positivo al COVID-19, morì il 4 settembre, all'età di 85 anni, per le complicazioni della malattia.